# Große Ravensburger Handelsgesellschaft

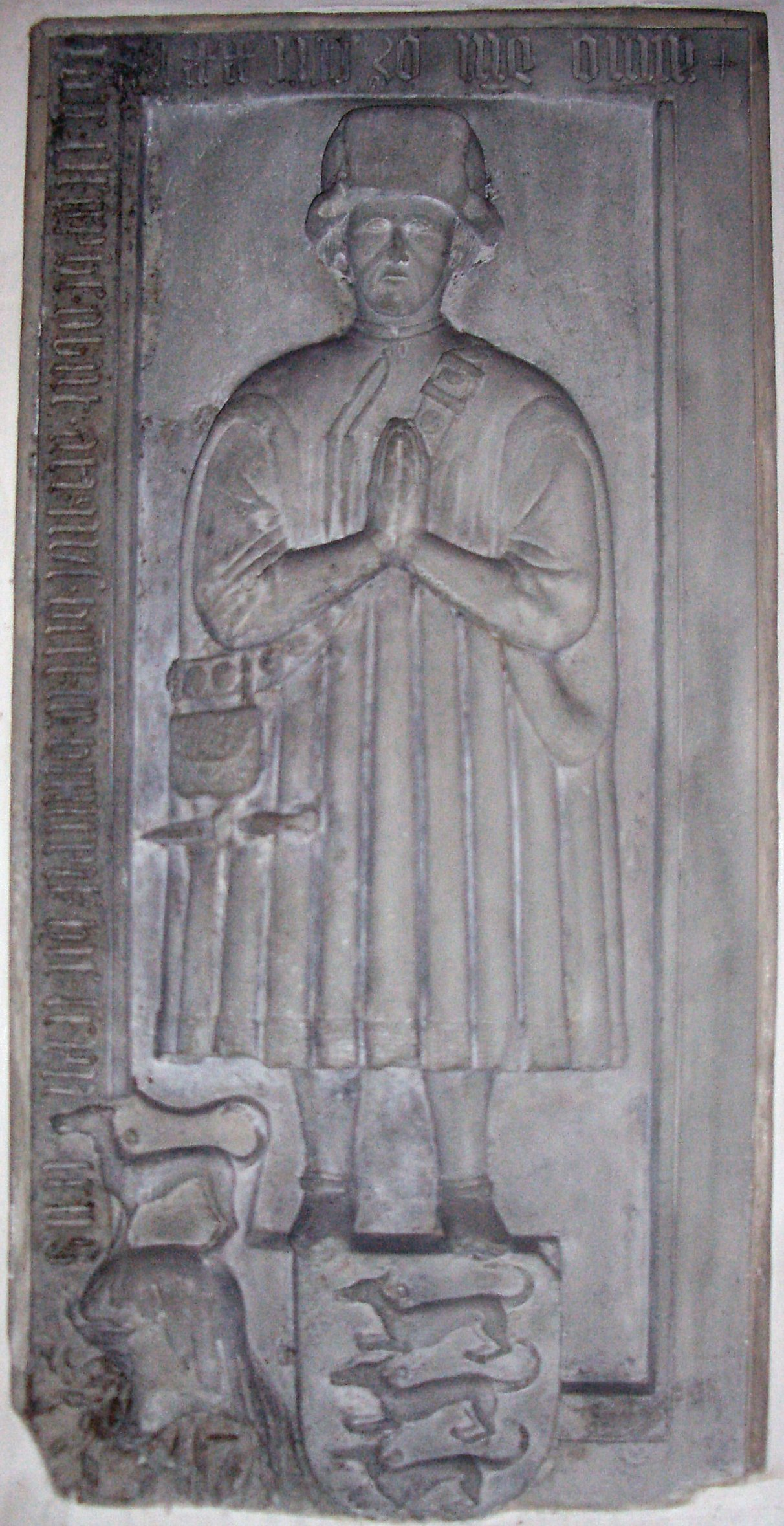
Grabstein des Ravensburger Kaufmanns Henggi Humpis († 1429)

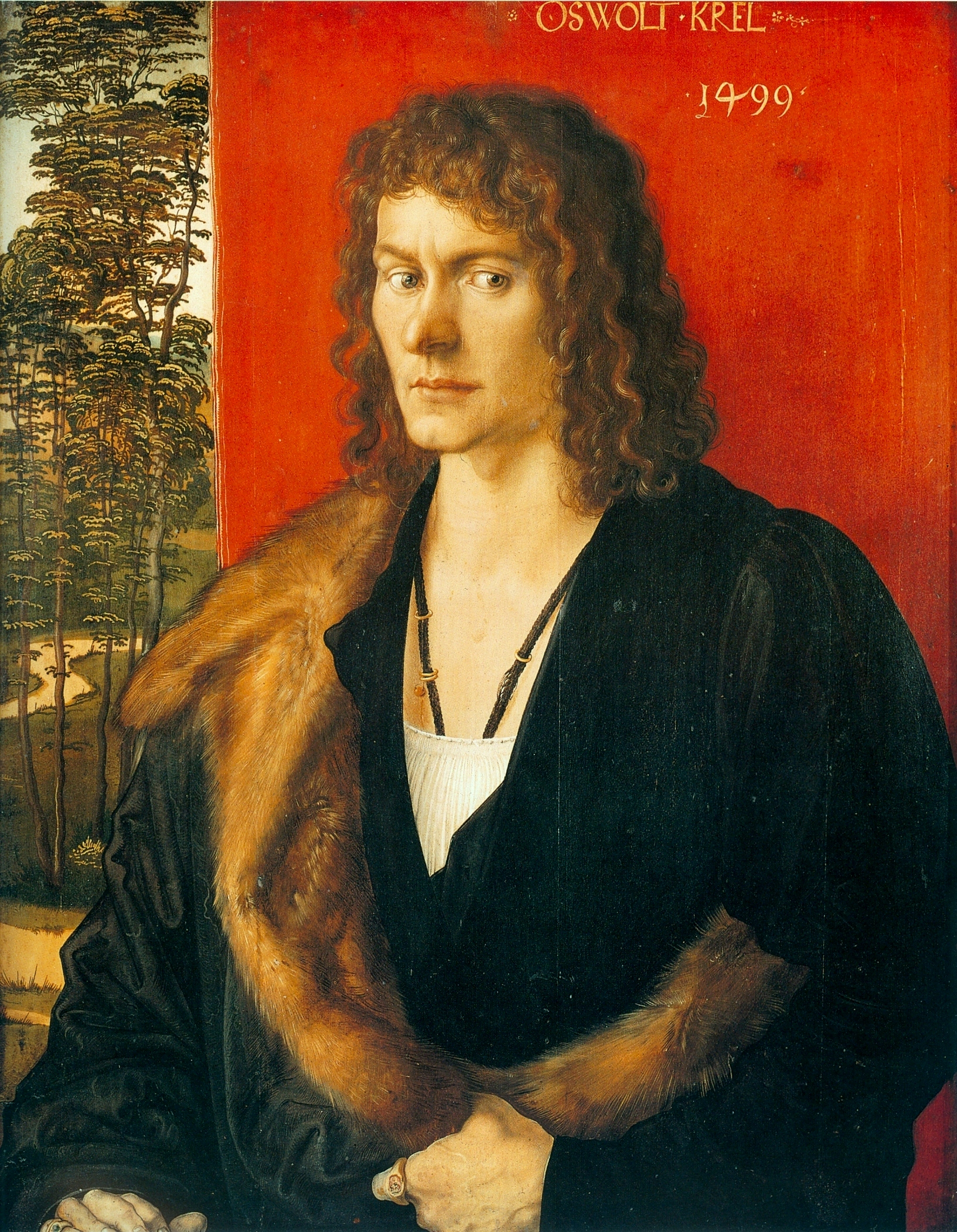
Bildnis des Lindauer Kaufmanns Oswolt Krel von Albrecht Dürer, 1499 (Alte Pinakothek, München)

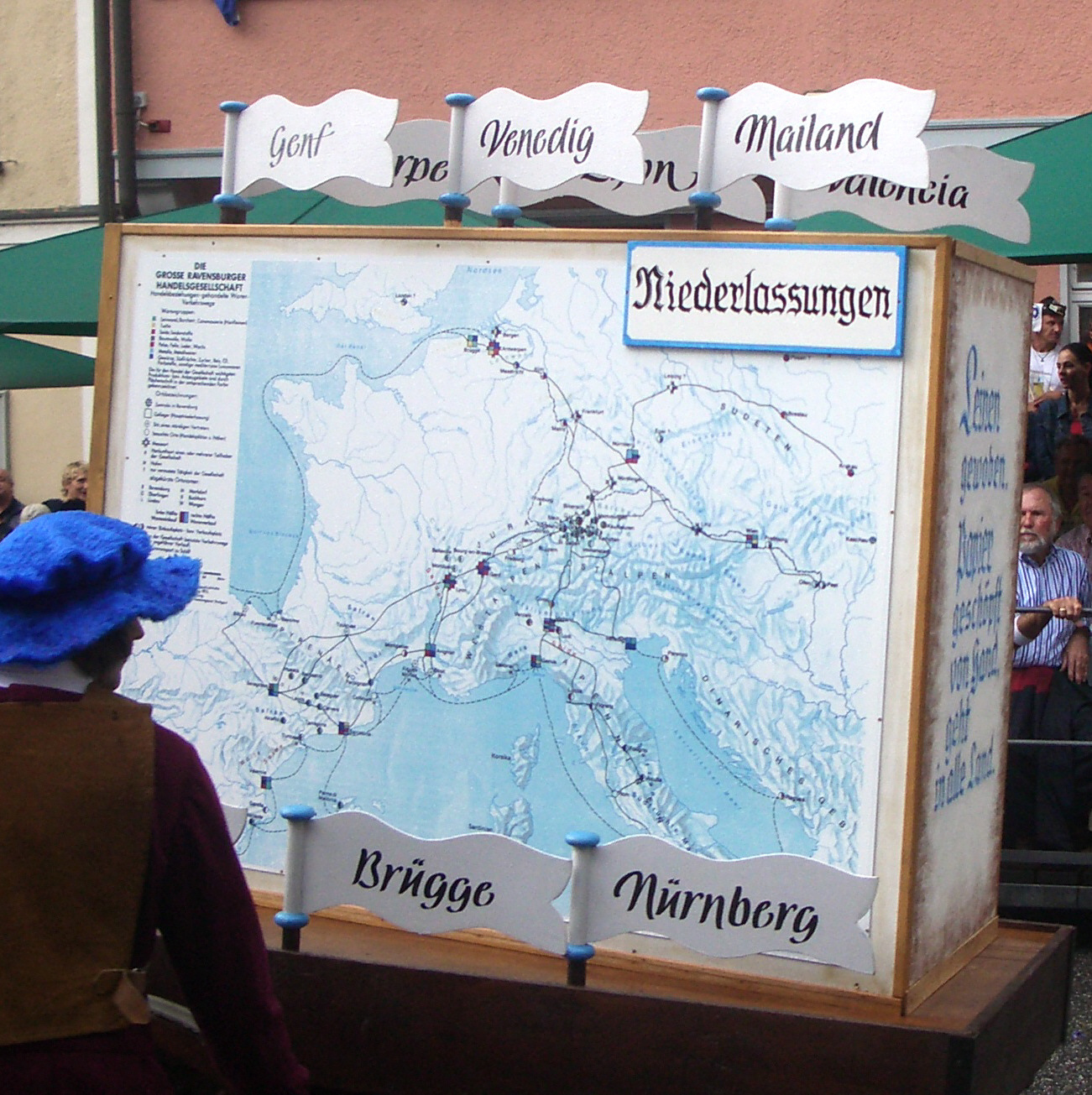
Niederlassungen (Wagen am Rutenfestzug in Ravensburg)

Die Große Ravensburger Handelsgesellschaft (lateinisch: Magna Societas Alamannorum) wurde um 1380 durch Kaufleute aus den Familien Humpis (aus Ravensburg), Mötteli (aus Buchhorn) und Muntprat (aus Konstanz) gegründet. Sie war bis zum Anfang des 16. Jahrhunderts eines der bedeutendsten europäischen Handelsunternehmen des Spätmittelalters.

## Geschichte
Anfangs diente die Gesellschaft wohl vor allem der Vermarktung des heimischen Tuchs (vor allem Leinen und Barchent). Als 1402 in Ravensburg eine der ersten Papiermühlen nördlich der Alpen errichtet wurde, kam ein weiteres Eigenprodukt dazu. Darüber hinaus handelte man mit Safran aus Südeuropa, Korallen aus Nordafrika, Wollprodukten aus England und Metallwaren aus Nürnberg und Italien. In Spanien war die Gesellschaft an der Produktion von Zucker und Druckwerken beteiligt. Bankgeschäfte, wie z. B. die Vergabe von Krediten oder der Handel mir Wechseln und Edelmetallen, spielten hingegen keine große Rolle. Die Große Handelsgesellschaft ist vermutlich auch der Grund, weshalb Heimatforscher in Ravensburg keine historische Tracht ausfindig machen konnten. Wer es sich leisten konnte, trug schon damals italienische Mode, und wer sich das Original nicht leisten konnte, schneiderte sich Kopien.
Durch die Errichtung von Niederlassungen (so genannten Geliegern) in Spanien, Frankreich, Italien und Osteuropa gewann die Handelsgesellschaft bald an gesamteuropäischer Bedeutung. Neben der in Ravensburg angesiedelten zentralen Leitung und der Niederlassung in Konstanz bestanden Verbindungen zu Memmingen, Biberach, Lindau, St. Gallen, Kempten, Ulm und anderen Städten der Umgebung. Niederlassungen, Kontore und Faktoreien hatte die Gesellschaft in der Blütezeit unter anderem in Antwerpen, Brügge, Lyon, Avignon, Genf, Wien, Venedig, Mailand, Genua, Barcelona, Saragossa und Valencia. Auch in den wichtigen Messestädten Frankfurt am Main und Nürnberg war sie präsent.
Über 100 Familien aus etwa 10 Städten des Bodenseegebietes waren an dieser überörtlichen Patriziergesellschaft beteiligt. Die bedeutendsten waren die Humpis (die auch die meisten Regenten der Gesellschaft stellten), Mötteli, Muntprat, Ankenreute und Holbein.
Es gibt Hinweise darauf, dass sich auch die Fugger auf ihren ersten Italienfahrten Handelszügen der Großen Ravensburger Handelsgesellschaft anschlossen.
Ab Ende des 15. Jahrhunderts machten Familienstreitigkeiten innerhalb der führenden Familien und Abspaltungen von Handelsfamilien, die Konkurrenz der St. Galler Diesbach-Watt-Gesellschaft, der Memminger Vöhlin-Welser-Gesellschaft sowie vor allem der Augsburger Fugger und Welser der Ravensburger Handelsgesellschaft zunehmend zu schaffen.
Beschleunigt wurde der Niedergang sicher auch durch eine ungenügende Anpassung an die von der Wiederentdeckung des amerikanischen Kontinents veränderten Wirtschaftsbedingungen und durch die von hohen Goldimporten hervorgerufene Inflation.
Die Schwerfälligkeit der Ravensburger Organisationen einerseits und das Fehlen qualifizierten und risikofreudigen Nachwuchses andererseits verhinderten ein Gegensteuern. So scheuten die Ravensburger auch die Aufnahme von Bankgeschäften, die entscheidend zum späteren Reichtum der Konkurrenz etwa aus den Häusern der Fugger und Welser beitrugen. Stattdessen nutzten sie den erworbenen Reichtum, um die Stadt zu verlassen und nach dem Vorbild des Adels auf Landsitzen zu wohnen und selbst Adelstitel zu erwerben.
1530 erlosch die Handelsgesellschaft sang- und klanglos, als nicht mehr genügend Gesellschafter zur Erneuerung der jeweils nur auf Zeit geschlossenen Gesellschaftsverträge bereit waren.

## Forschung und Rezeption
Lange Zeit wussten Wirtschaftshistoriker und Lokalhistoriker recht wenig über den genauen Aufbau und die Geschäfte der Handelsgesellschaft. Wilhelm Heyd stellte die Geschichte der Gesellschaft anhand der wenigen erhaltenen Akten 1890 erstmals in einer Monographie dar. Die Kürze dieser Monographie symbolisiert, wie er auch selbst schreibt, den absoluten Mangel an bis dahin aufgefundenen und der Öffentlichkeit freigegebenen Quellenpapieren. 1909 wurden im Schloss Salem überraschend zahlreiche Akten der Gesellschaft gefunden, die – als unnütze Handelssachen deklariert – vorher jahrhundertelang unbeachtet geblieben waren. Die Papiere behandeln die Zeit zwischen 1427 und 1480 sowie von 1497 bis 1527 und sind für die Forschungsarbeit an der großen Handelsgesellschaft von enormen Wert. Hinterlassen wurden uns die Quellenpapiere von dem Enkel des letzten Buchhalters der Handelsgesellschaft mit dem Namen Alexius Hilleson. Die Quellen beschreiben zwar nicht lückenlos die Geschichte und die Tätigkeiten der Handelsgesellschaft von ihren Anfängen bis zu ihrem Ende, geben jedoch stellenweise tiefe Einblicke in die Arbeit und Organisation der Gesellschaft. Aloys Schultes grundlegendes dreibändiges Werk von 1923 beruht auf diesen Akten und leitete eine tiefere Beschäftigung mit der Handelsgesellschaft ein.
In dem historischen Roman Der junge Herr Alexius von Otto Rombach wird das abenteuerliche Leben des Ravensburger Kaufmanns Alexius Hilleson auf seinen Reisen durch Europa geschildert. Obwohl sich Rombach in vielen Details auf Schulte stützt, ist der Roman doch weitgehend fiktiv.
In Ravensburg selbst erinnern viele Bauwerke, Wappen und Straßennamen an die Zeit der Handelsgesellschaft. Beim jährlichen Rutenfest werden ihre Geschäfte durch Kostümgruppen am Festzug dargestellt.
Außerdem wurde in der Stadt mit dem Humpis-Quartier ein offenes Stadtmuseum eingerichtet, welches aus sieben Gebäuden besteht, deren Räume aus der Zeit von 1435 bis 1508 stammen und in der Vergangenheit die Wohnquartiere der Familie Humpis bildeten.

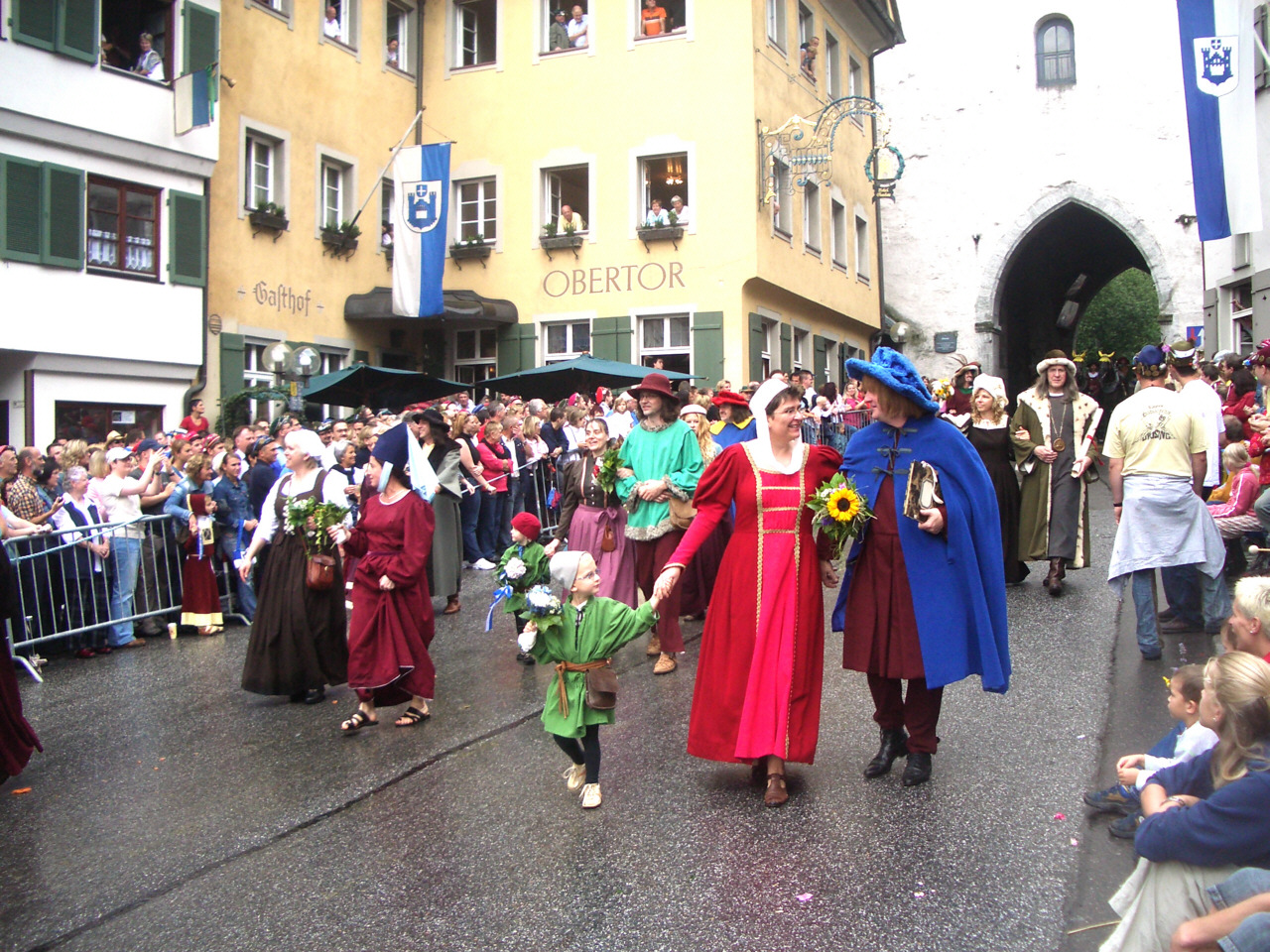
Handelsherren
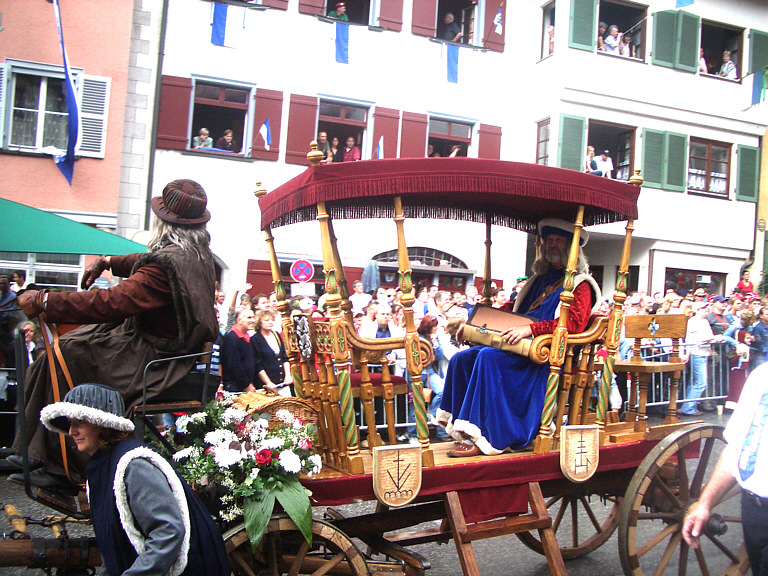
Regierer
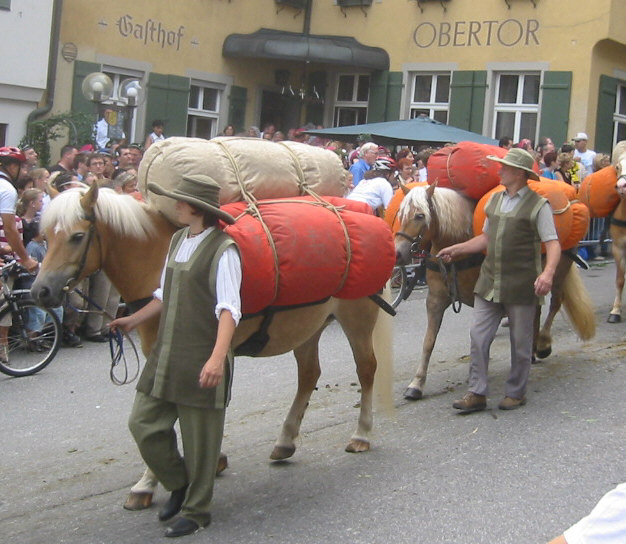
Warentransport
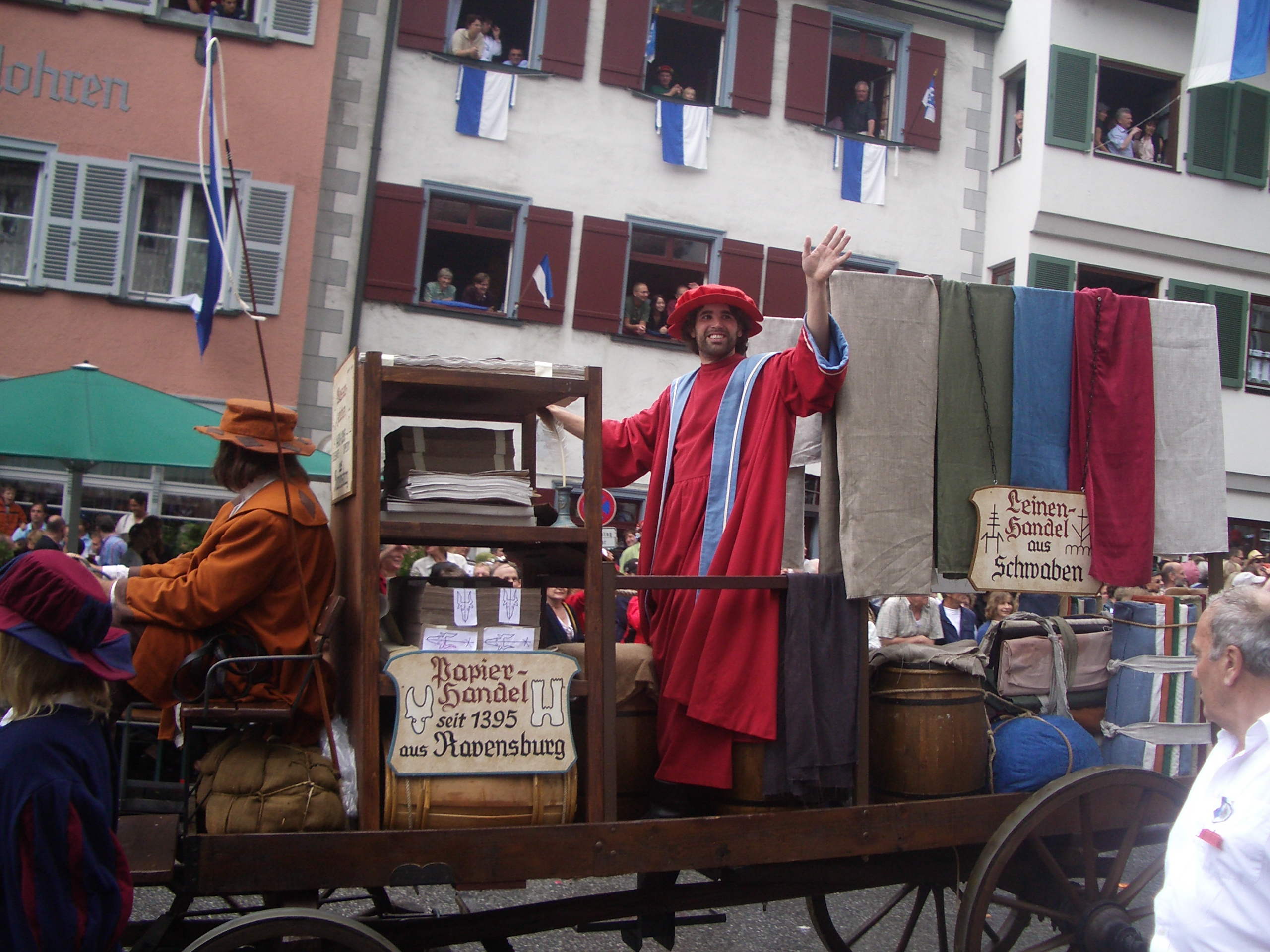
Papier- und Leinenhandel